# Donegali repülőtér
A Donegali repülőtér (IATA: CFN, ICAO: EIDL) Írország egyik nemzetközi repülőtere, amely Donegal megyében található. Éves utasforgalma 46 537 fő (2018).

## Futópályák
A repülőtér futópályái:
- 03/21 (1496 m, 28 m, aszfalt)

## Forgalom
Az utasforgalom az elmúlt években az alábbi módon változott:
| Utasok száma | 65 539 | 50 761 | 38 309 | 29 226 | 35 415 | 36 552 | 46 514 | 46 537 | 18 067 | 14 603 |
|              | 2008   | 2009   | 2011   | 2012   | 2014   | 2015   | 2017   | 2018   | 2020   | 2021   |